# Verticordia granulata
Verticordia granulata är en musselart som beskrevs av Giuseppe Seguenza 1876. Verticordia granulata ingår i släktet Verticordia och familjen Verticordiidae. Inga underarter finns listade i Catalogue of Life.